# 4366 Venikagan
A 4366 Venikagan (ideiglenes jelöléssel 1979 YV8) a Naprendszer kisbolygóövében található aszteroida. Ljudmilla Vasziljevna Zsuravljova fedezte fel 1979. december 24-én.